# カン・ダル・バルサ
「カン・ダル・バルサ」（カタルーニャ語：Cant del Barça / 英：Chant of the Barça / IPA：[kan dəɫ βarsə]）は、1974年に完成した、スペイン・カタルーニャ州のスポーツクラブであるFCバルセロナの公式クラブ賛歌・アンセム。作詞はジュゼップ・マリア・アズピナス(Josep Maria Espinàs)とジャウマ・ピカス・イ・グイウ(Jaume Picas i Guiu)、作曲はカタルーニャ人音楽家マヌエル・ヴァリュス・イ・グリナ(Manuel Valls i Gorina)。
最初の公式収録は地元カタルーニャのクーラル・サン・ジョルディ合唱団によって行われた。歌詞は全てカタルーニャ語。編成は男女混声コーラスと吹奏・打楽器でマーチ風。カンプ・ノウでのホームゲームでは試合開始前の選手入場時にスピーカーから流され、そしてファンにはチャントとして応援歌・勝利祝福に歌われている。歌詞の内容は「クラブの寛容性と団結力」「選手を出目で差別しない」「真に重要な事はチームを応援し、青と臙脂の結束力を実現すること」など。2019年現在も使用され続けている。

## その他のアンセム
カン・ダル・バルサはイムネ(カタルーニャ語:Himne)、イムノ(西:Himno)と呼称される、FCバルセロナやその他のスペインのクラブ賛歌の中で圧倒的な知名度を持つため、カタルーニャ語とスペイン語の記事においては「公式クラブ賛歌」というページ名で紹介されている。だが実際には複数のサイトおよびクラブ公式サイトにおいて他にもアンセムが存在することが確認できるため、カン・ダル・バルサは通算5代目イムネといえる。
1910年版
FCバルセロナが公式サイトで存在を認めた。1910年7月17日完成のピアノ・コーラス曲。楽譜上に書かれた曲名は「Foot-Ball Club-Barcelona」という英語、その下にスペイン語で「Himno-Marcha(賛歌・行進)」とある。作者はガリシア州ルーゴ出身の故人ホセ・アントニオ・モンドニェゴ氏で、アルカンタラ駐屯第58歩兵連隊付き軍楽隊長であった。元バルサのペーニャであり、彼が作ったこの1910年版がスペイン最初のクラブ賛歌だとされる。クラブはモンドニェゴ氏の生誕115周年を記念し、楽譜を公開した。演奏時間は約2分15秒。
1923年版
1923年2月23日完成。ラファエル・フルク・イ・カプデヴィラ(Rafael Folch i Capdevila)の作詞と、アンリク・ムレラ(Enric Morera)の作曲。曲名は不明だが、上述の初代の存在が確認されるまで「Primer Himne(初代アンセム)」とそのままの意味で呼称されていた。現在もそれは変わっていない。オルフェオ・ガルシエンツ合唱団の近くで初演され、ほどなく本拠地カンプ・ダ・ラス・コルツの会場内で使用が始まった。ピアノと男女混声コーラスのみ。歌詞内容はカタルーニャのサッカーに対するオマージュ、その功労者であるジョアン・ガンペール元会長への尊敬の念を語ったもの。演奏時間は約2分。
1949年版
クラブ創設50周年記念企画として作られた。曲名は「バルセロナ、常に上へ！(Barcelona, sempre amunt!)」または「バルセロナ、常に前へ！(Barcelona, sempre avant!)」。作詞はアステヴェ・カルサーダ(Esteve Calzada)、作曲はジョアン・ドゥトラス(Joan Dotras)。ピアノと混声合唱という編成は1923年版から変わっていないが、曲調には変化がある。当時は既にフランコ政権であったが、歌詞は完全にカタルーニャ語のみ。演奏時間は約2分35秒。
1957年版
新本拠地カンプ・ノウの落成記念に作られた。曲名は「スタジアムでのアンセム(Himne a L’Estadi)」。作詞ジュゼップ・バディア・イ・ムレト(Josep Badia i Moret)、作曲アドゥルフ・カバネー・イ・ピバルナット(Adolf Cabané i Pibernat)。過去の3曲と構成が変わりピアノとクラシック風コーラスが無くなった。吹奏・打楽器とモノフォニーに近い男女混声コーラスで、マンボもしくは民謡風。「バルサ」という略称を用いた最初のアンセムであり、詞はやはりカタルーニャ語のみ。歌詞内容は地域・民族的な要素があまりなく、クラブの素晴しさを謳っている模範的なスポーツ応援歌。演奏時間は約2分15分。
1974年版
カン・ダル・バルサ。クラブ創立75周年を記念して作曲された。一般公開は1974年11月27日、カンプ・ノウでのクラブ創立75周年イベント上。カタルーニャ・オルフェオン事務局に属する78の合唱団から来た3,500人のコーラスをウリオル・マルトレルが指揮。アンセム合唱に引き続き、FCバルセロナ対東ドイツ代表の親善試合が行われた。
1998年版
クラブ創立100周年となる1999年に向けてクラブが企画し、1998年9月22日にラモン・スルスナ（Ramon Solsona）の作詞とアントーニ・ルス・マルバー(Antoni Ros Marbà)作曲で完成した。曲名は「100周年賛歌(Himno Centenari)」。過去のFCバルセロナのアンセムで最も荘厳なクラシック風の曲調。100周年イベントで何度も流されたが、5代目「カン・ダル・バルサ」は既に30年以上も定番の歌として根付いており、これに取って代わる事はできなかった。歌詞は全てカタルーニャ語。クラブ愛・地域主義・団結の訴え・歴史の長さ・青と臙脂・強さへの渇望、これらを「100年」「100倍」「100回」など当初の作曲目的に沿ったキーワードで強調する内容。演奏時間は約2分55秒。